# León Petrosián
León A. Petrosián (rus. Леон Аганесович Петросян) (18 de diciembre de 1940) es un profesor de Matemáticas Aplicadas y encabeza el Departamento de Teoría de Juegos y Teoría de Decisiones Estadísticas de la Universidad Estatal de San Petersburgo, Rusia.
El profesor Petrosián ha dirigido los trabajos de Doctorado y Posdoctorado de varios investigadores alrededor del mundo, en particular de los cubanos Ramón Rodríguez Betancourt y Josué Imbert Tamayo.

## Campos de Investigación
En particular, ha contribuido al estudio de los siguientes temas:
1. Solución de juegos de búsqueda simples de suma-cero. Prueba de la existencia de un punto épsilon - silla en las estrategias de bucle abierto a trozos en juegos de suma cero dinámicos generales con la duración prescrita y movimientos independientes. Método de la solución de los juegos de búsqueda basados en la técnica invariante en oposición de la búsqueda (caso normal).
2. Juegos de búsqueda diferenciales con información incompleta, incluyendo juegos con retraso de la información sobre el estado del juego. Juegos de búsqueda finitos y juegos de búsqueda dinámicos. Construcción de puntos de silla utilizando estrategias de bucle abierto a trozos mezclados. Solución de juegos concretos con información incompleta.
3. Investigación y refinamiento del concepto de equilibrio de Nash para juegos de múltiples etapas con información perfecta, basado en las llamadas funciones de preferencia de jugadores. Prueba de la unicidad de tal equilibrio. Derivación del sistema de las ecuaciones en derivadas parciales de primer orden para los pagos en un equilibrio de Nash para juegos diferenciales. Descripción de las clases de equilibrio de Nash en juegos diferenciales concretos.
4. Declaración e investigación del problema de la consistencia temporal de juegos diferenciales de n-personas. Análisis de los principios de optimalidad clásicos de la teoría de juegos cooperativos y no cooperativos desde el punto de su consistencia temporal. La prueba de la inconsistencia temporal de los principios de optimalidad más conocidos. Métodos de regularización (integrales y diferenciales) basados en los Procedimientos de Distribución de la Imputación que da la posibilidad de construcción de principios de optimalidad consistentes en tiempo basado en anteriormente tiempo inconsistente.
5. Aplicaciones a la protección del medio ambiente. Métodos de creación de políticas consistentes en el tiempo para la planeación ambiental a largo plazo basada en los enfoques considerados para los juegos diferenciales cooperativos y no cooperativos.

## Actividad Académica
León Petrosián es el Editor de la revista “International Game Theory Revision” (WS Pbl, Singapur, Londres); el Editor de la publicación científica internacional “Game Theory and Applications “ (Nova Ciencia Pbl NY, EE.UU. ); Editor en Jefe de la “Vestnik Peterburgskogo Universiteta, seria 10: Applied Mathematics, Control, Informatics”; y Editor en Jefe de la revista “Mathematical Game Theory and Applications” (Centro de Investigación de Carelia de RAS).

## Educación
Doctor en Ciencias. Universidad Estatal de San Petersburgo. 1972.
Doctor en Filosofía. Universidad Estatal de Vilnius. 1965.
Maestro en Artes. Universidad Estatal de San Petersburgo. 1962.

## Publicaciones selectas
1. Petrosyan L. A. Yeung D. W. K. Subgame-consistent Economic Optimization. Springer, 2012.
2. Petrosyan L. A., Gao H. Dynamic Games and Applications. 2009. (in Chinese).
3. Yeung D. W. K., Petrosyan L. A., Lee M. C. C. Dynamic Cooperation: A Paradigm on the Cutting Edge of Game Theory. China Market Press, 2007.
4. Yeung D. W. K., Petrosyan L. A. Cooperative Stochastic Differential Games. Springer, 2006.
5. Petrosjan L. A., Zenkevich N. A. Game Theory. World Scientific Publisher, 1996.
6. Petrosjan L. A. Differential Games of Pursuit. World Scientific Publisher, 1993.